# I Drove All Night
"I Drove All Night" é uma música escrita por Billy Steinberg e Tom Kelly para o cantor estadunidense Roy Orbison. Orbison gravou a música primeiramente em 1987, mas não foi liberada até 1992, após a música ter se tornado top 10, em ambos os lados do Atlântico por Cyndi Lauper, em 1989. A canção foi regravada por Pinmonkey (2002) e Céline Dion (2003). John Waite gravou a canção em 1986-87 enquanto gravava faixas para o CD Rovers Return, mas decidiu não lançá-la.

## Versão de Cyndi Lauper
"I Drove All Night" foi gravado por Cyndi Lauper para seu terceiro álbum solo A Night to Remember. Lauper disse que queria fazê-lo porque ela gostou da ideia "de uma condução feminina, de uma mulher no controle." A canção foi um pop top 10 hit nos Estados Unidos (seu último top 40 E.U. único até então), atingindo o número 6 na Billboard Hot 100, e também um sucesso em outros países. O single foi certificado ouro pela RIAA.
O remix oficial apenas da canção da versão Lauper é o Jungle Remix, uma versão que incorpora supostos barulhos da selva.
O vídeo da música "I Drove All Night", dirigido por Scott Kalvert mostra Cyndi Lauper em cortes de um carro antigo e dança caracteristicamente maníaca de Lauper. Grande parte do vídeo, no entanto, tem película de filme projetado claramente no corpo nu de Cyndi Lauper.

### Desempenho nas paradas musicais
| Parada musical (1989)              | Posição |
| ---------------------------------- | ------- |
| Austrália - ARIA Charts            | 8       |
| Canadá - Canadian Singles Chart    | 20      |
| Países Baixos - Dutch Top 40       | 7       |
| França - SNEP                      | 10      |
| Alemanha - Media Control Charts    | 19      |
| Irlanda - IRMA                     | 13      |
| Austrália - FIMI                   | 5       |
| Nova Zelândia - RIANZ              | 10      |
| Suécia - Sverigetopplistan         | 11      |
| Reino Unido - UK Singles Chart     | 7       |
| Estados Unidos - Billboard Hot 100 | 6       |